# Teatro Payró
El Teatro Payró, ubicado en la Ciudad de Buenos Aires, es una entidad independiente, no gubernamental y no comercial, fundada en 1952. Desde entonces se encuentra en actividad de forma ininterrumpida.
Fundado en un inicio bajo el nombre de Teatro Los Independientes, el Teatro Payró es miembro fundador e integrante de ARTEI (Asociación Argentina del Teatro Independiente) y cuenta con el apoyo del Instituto Nacional del Teatro y PROTEATRO.
En el año 1995 es declarado “Sitio de Interés Cultural” por la Legislatura de la Ciudad de Buenos Aires.

## Historia
A fines de 1952, en un subsuelo de la calle San Martín, casi Av. Córdoba, inicia sus actividades el Teatro los Independientes. Confluía así a la fértil ruta abierta por  Leónidas Barletta, cuando en 1930 creó el Teatro del Pueblo, primera sala independiente de la Ciudad de Buenos Aires.
La dirección estaba a cargo de Onofre Lovero y participaban, entre otros, Isidro Fernán Valdés, Martín Romano, Haydée Padilla, Mirko Álvarez y los técnicos Saulo Benavente y Antón. Durante largos años, se puso en escena obras de Henrik Ibsen, Bertolt Brecht, Eugene O'Neill y de autores argentinos como Félix Pelayo, Aurelio Ferretti, Pablo Palant y Agustín Cuzzani.
A partir de 1968 la sala es cedida por el grupo de Lovero a otros actores, entre los cuales sobresalían Jaime Kogan, Luisina Brando, Eduardo Pavlovsky y Rudy Chernicoff.
Esta sala, ubicada en el subsuelo de las Galerías Pacífico, fue objeto permanente de atentados y de ataques de censura a través de los años. Durante la última dictadura militar corrió un grave riesgo de desalojo que solo pudo impedirse gracias a una movilización cultural que se realizó en su apoyo. El equipo del Payró retribuyó la solidaridad con creces y, en 1978, pudieron estrenar 15 obras de autores argentinos.
La privatización de las Galerías por parte de Ferrocarriles Argentinos volvió a afectar nuevamente su continuidad.
En 1992 fue remodelado y reinaugurado gracias a un convenio entre el equipo del Payró, dirigido por Jaime Kogan, y el Teatro General San Martín.